# Saïd Aouita
Saïd Aouita (in arabo سعيد عويطة‎?; Kenitra, 2 novembre 1959) è un ex mezzofondista marocchino, vincitore dei 5000 metri piani ai Giochi olimpici di Los Angeles 1984 e ai Mondiali di Roma 1987, oltre ad un bronzo olimpico negli 800 m a Seul 1988.

## Biografia
È stato l'unico atleta in grado di correre gli 800 m sotto gli 1'44", i 1500 m sotto i 3'30", i 3000 m sotto i 7'30", i 5000 m sotto i 13'00" ed i 10000 m sotto i 27'30".
In carriera ha vinto anche un titolo mondiale indoor sui 3000 metri a Budapest 1989 e ha stabilito diversi record mondiali, in particolare sui 1500 metri piani (3'29"45), 2000 metri piani (4'50"80), 3000 metri piani (7'29"46) e 5000 metri piani (13'00"40 e in seguito 12'58"39). In virtù delle sue prestazioni Aouita è stato uno dei primi atleti di origini nord africana berbera ad ottenere la fama internazionale.

## Record nazionali
Seniores
- 5000 metri piani indoor: 13'22"56 ( Fairfax, 5 febbraio 1989)

## Palmarès
| Anno | Manifestazione          | Sede        | Evento       | Risultato  | Prestazione | Note                  |
| ---- | ----------------------- | ----------- | ------------ | ---------- | ----------- | --------------------- |
| 1981 | Universiadi             | Bucarest    | 1500 m piani | Oro        | 3'38"43     | Record dei campionati |
| 1982 | Campionati africani     | Il Cairo    | 800 m piani  | Bronzo     | 1'48"80     |                       |
| 1982 | Campionati africani     | Il Cairo    | 1500 m piani | Argento    | 3'42"20     |                       |
| 1983 | Mondiali                | Helsinki    | 1500 m piani | Bronzo     | 3'42"02     |                       |
| 1983 | Giochi del Mediterraneo | Casablanca  | 800 m piani  | Oro        | 1'51"45     |                       |
| 1983 | Giochi del Mediterraneo | Casablanca  | 1500 m piani | Oro        | 3'39"19     |                       |
| 1984 | Campionati africani     | Rabat       | 1500 m piani | Oro        | 3'38"18     |                       |
| 1984 | Giochi olimpici         | Los Angeles | 5000 m piani | Oro        | 13'05"59    | Record olimpico       |
| 1987 | Mondiali                | Roma        | 5000 m piani | Oro        | 13'26"44    |                       |
| 1987 | Giochi del Mediterraneo | Laodicea    | 1500 m piani | Oro        | 3'39"48     |                       |
| 1987 | Giochi del Mediterraneo | Laodicea    | 5000 m piani | Oro        | 13'38"05    |                       |
| 1987 | Giochi del Mediterraneo | Laodicea    | 3000 m siepi | Argento    | 8'21"92     |                       |
| 1988 | Giochi olimpici         | Seul        | 800 m piani  | Bronzo     | 1'44"06     |                       |
| 1988 | Giochi olimpici         | Seul        | 1500 m piani | Semifinale | dns         |                       |
| 1989 | Mondiali indoor         | Budapest    | 3000 m piani | Oro        | 7'47"94     |                       |
| 1991 | Mondiali                | Tokyo       | 1500 m piani | 11º        | 3'39"49     |                       |

## Altre competizioni internazionali
1983
- Oro all'Athletissima ( Losanna), 800 m piani - 1'44"38

1984
- Oro all'Athletissima ( Losanna), 5000 m piani - 13'12"51
- Oro al Memorial Van Damme ( Bruxelles), 3000 m piani - 7'33"3

1985
- Oro ai Bislett Games ( Oslo), 5000 m piani - 13'00"40
- Oro all'ISTAF Berlin ( Berlino), 1500 m piani - 3'29"46
- Oro al Memorial Van Damme ( Bruxelles), 3000 m piani - 7'32"94

1986
- Oro alla Grand Prix Final ( Roma), 5000 m piani - 13'13"13
- Oro ai Bislett Games ( Oslo), 10000 m piani - 27'26"11
- Oro al Bauhaus-Galan ( Stoccolma), 5000 m piani - 13'19"43
- Oro al Memorial Van Damme ( Bruxelles), 2000 m piani - 4'51"98
- Oro all'ISTAF Berlin ( Berlino), miglio - 3'50"33
- Oro all'Athletissima ( Losanna), miglio - 3'51"86

1987
- Oro al Golden Gala ( Roma), 5000 m piani - 12'58"39
- Oro ai Bislett Games ( Oslo), 1500 m piani - 3'30"69

1988
- Oro alla Grand Prix Final ( Berlino Ovest), miglio - 3'56"21
- Oro al Bauhaus-Galan ( Stoccolma), 1500 m piani - 3'35"70
- Oro al Memorial Van Damme ( Bruxelles), 800 m piani - 1'44"36
- Oro al Golden Gala ( Verona), 800 m piani - 1'44"64

1989
- Oro in Coppa del mondo ( Barcellona), 5000 m piani - 13'23"14
- Oro alla Grand Prix Final ( Monaco), 5000 m piani - 13'06"36
- Oro al Weltklasse Köln ( Colonia), 3000 m piani - 7'29"45
- Oro ai Bislett Games ( Oslo), 3000 m piani - 7'34"79
- Oro al Memorial Van Damme ( Bruxelles), 1500 m piani - 3'34"58
- Oro al Bauhaus-Galan ( Stoccolma), 1500 m piani - 3'34"59
- Oro all'Athletissima ( Losanna), 1500 m piani - 3'35"26

1991
- Argento alla Grand Prix Final ( Barcellona), 1500 m piani - 3'36"13
- Argento all'Herculis ( Monaco), 1500 m piani - 3'33"28

## Premi e riconoscimenti

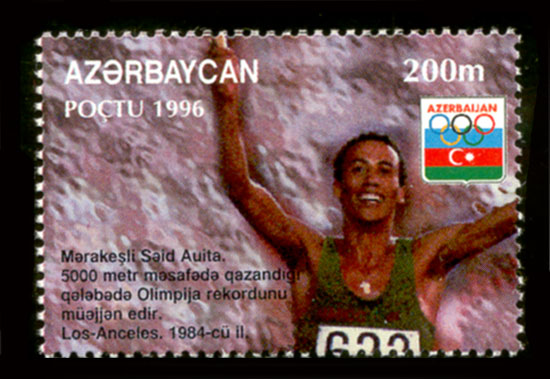
Aouita su un francobollo dell'Azerbaigian del 1996. Said Aouita (5000 m, Los Angeles 1984).

- È stato l'unico uomo nella storia dell'atletica leggera a correre gli 800 m piani in 1'44", i 1500 m sotto i 3'30", i 3000 m sotto i 7'30" e i 5000 m in 13'00".[1]
- 44 vittorie consecutive in gare internazionali in meno di 26 mesi (dagli 800 ai 10000 m piani).
- Tre volte vincitore della finale dello IAAF Grand Prix (800 m, 1500 m e 5000 m).
- Vincitore del premio Track & Field News Athlete of the Year nel 1985 e nel 1987.
- Miglior atleta arabo del secolo da Al Jazeera TV nel 2000.
- Premio alla carriera dalla IAAF nel 2001.
- Molte medaglie al merito dal re Hassan II.
- Nel 2012 una stazione metropolitana a Londra porta il suo nome Aouita.
- Il treno più veloce in Marocco porta il nome di Aouita.
- Nel 1996 la Swatch ha realizzato un orologio che porta il suo nome Aouita (SEZ101).[2]
- Nel 1996 Aouita era su un francobollo dell'Azerbaigian.